# Колонго (Бјела)
Колонго је насеље у Италији у округу Бијела, региону Пијемонт.
Према процени из 2011. у насељу је живело 53 становника. Насеље се налази на надморској висини од 446 м.